# Garret
Garret ist ein englischer männlicher Vorname, der insbesondere in Irland und in den USA auftritt. Eine weitere Form des Namens ist Garrett.

## Herkunft und Bedeutung
Der Name war ursprünglich ein Familienname, der seinerseits eine Variante von Garrett war. Garrett tritt nicht nur als Familien-, sondern auch als Vorname auf.

## Namensträger
- Garret Dillahunt (* 1964), US-amerikanischer Schauspieler
- Garret FitzGerald (1926–2011), irischer Politiker
- Garret Hobart (1844–1899), US-amerikanischer Politiker
- Garret T. Sato (1964–2020), US-amerikanischer Schauspieler
- Garret D. Wall (1783–1850), US-amerikanischer Politiker